# Speyeria carpenterii
Speyeria carpenterii är en fjärilsart som beskrevs av Edwards 1876. Speyeria carpenterii ingår i släktet Speyeria och familjen praktfjärilar. Inga underarter finns listade i Catalogue of Life.